# Замощение (компьютерная графика)

Пример тесселяции гладкой сферы.

Замощение, тесселяция (англ. tessellation) (компьютерная графика) — автоматизированный процесс добавления новых выпуклых многоугольников в полигональную сетку с целью повышения детализации сетки.

## Замощения и компьютерные модели
В компьютерной графике так называется технология, с помощью которой возможно увеличить количество многоугольников в полигоне (используя, например, кривые Безье).
При этом каждый многоугольник модели разбивается на заданное число связанных многоугольников, которые выстраиваются в соответствии с общим направлением поверхности модели.
Таким путём можно сначала создать простую модель, а затем быстро и просто повысить её детализацию.
В компьютерной графике и играх данный метод работы с моделью называют тесселяцией. Тесселяция является одной из основных особенностей OpenGL 4 и DirectX 11.
Замощение же в чистом виде здесь называют тайлингом (от англ. tiling), чтобы конкретизировать термин. В период с 1986 по 1999 год тайлинг часто использовался в игровых консолях и был реализован аппаратно. Тесселяция же необходима лишь для 3D-моделей и её поддержка реализована в потребительских GPU, которые заявлены как совместимые с DirectX 11 и OpenGL 4.0. В специализированных 3D-процессорах тесселяция появилась гораздо раньше, как ответ на требования индустрии компьютерной графики.

## Замощения в природе

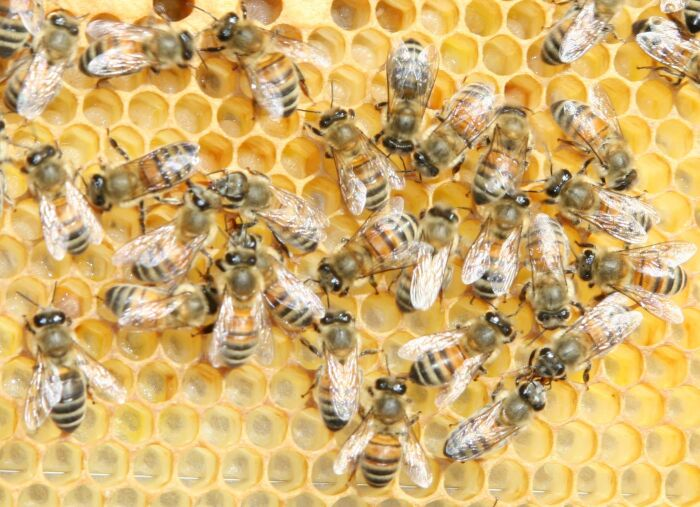
Пчелиные соты, пример замощения в природе

Базальтовые потоки лавы часто образуют столбчатые сращивания, по мере остывания лавы возникают трещины. Из большого количества трещин формируется замощение.